# Castricumi csata
A castricumi csata 1799. október 6-án zajlott le, a francia–holland erők vereséget mértek az angol–orosz haderőre Castricumnál, Hollandiában. A csatát a második koalíció háborúinak idején vívták a forradalmi Franciaország hadserege és a batáviai erők Guillaume Brune francia tábornok és Herman Willem Daendels parancsnoksága alatt és Frederick, yorki herceg, Ralph Abercromby, Willem Frederik, Oranje-Nassau hercege vezette brit és az orosz erők között.

## Háttér
Az angol–orosz haderő 32 000 katonája partra szállt Észak-Hollandiában 1799. augusztus 27-én, foglyul ejtették a holland flottát a Den Heldernél augusztus 30-án és elfoglalták Alkmaar városát október 3-án. Miután csatát vívtak Bergennél szeptember 19-én és Alkmaarnál október 2-án (más néven 2. bergeni csata), akkor kerültek szembe a francia és batáviai sereggel a Castricum mellett október 6-án.

## A csata
Castricum többször cserélt gazdát a brit–orosz és francia–batáviai (holland) erők között, amíg a britek végül elmenekültek, veszteségük 2536 fő és 11 ágyú, a francia–batáv veszteség 1382 fő lett. A vereség meggyőzte a yorki herceget arról, hogy a helyzet tarthatatlan. A kaotikus visszavonulás után – amelynél két tábori kórházról is „elfelejtkeztek” – a felek aláírták az alkmaari konvenciót október 10-én.

## Fordítás
- Ez a szócikk részben vagy egészben  a   Battle of Castricum című angol Wikipédia-szócikk fordításán alapul.  Az eredeti cikk szerkesztőit annak laptörténete sorolja fel. Ez a jelzés csupán a megfogalmazás eredetét és a szerzői jogokat jelzi, nem szolgál a cikkben szereplő információk forrásmegjelöléseként.